# Велес-Малага
Велес-Малага (ісп. Vélez-Málaga) — муніципалітет в Іспанії, у складі автономної спільноти Андалусія, у провінції Малага. Населення — 75 623 особи (2010).
Муніципалітет розташований на відстані близько 410 км на південь від Мадрида, 28 км на схід від Малаги.
На території муніципалітету розташовані такі населені пункти: (дані про населення за 2010 рік)
- Альмаяте-Альто: 793 особи
- Альмаяте-Бахо: 2676 осіб
- Бенахарафе: 3020 осіб
- Кабрільяс: 238 осіб
- Кахіс: 803 особи
- Калета-де-Велес: 3533 особи
- Чильчес: 2500 осіб
- Лагос: 795 осіб
- Торре-дель-Мар: 21368 осіб
- Трапіче: 384 особи
- Тріана: 792 особи
- Велес-Малага: 38721 особа

## Демографія
Динаміка населення (INE ):

## Уродженці
- Естебан Віго (*1955) — іспанський футболіст, півзахисник, згодом — футбольний тренер.

## Галерея зображень

Розташування муніципалітету у провінції Малага
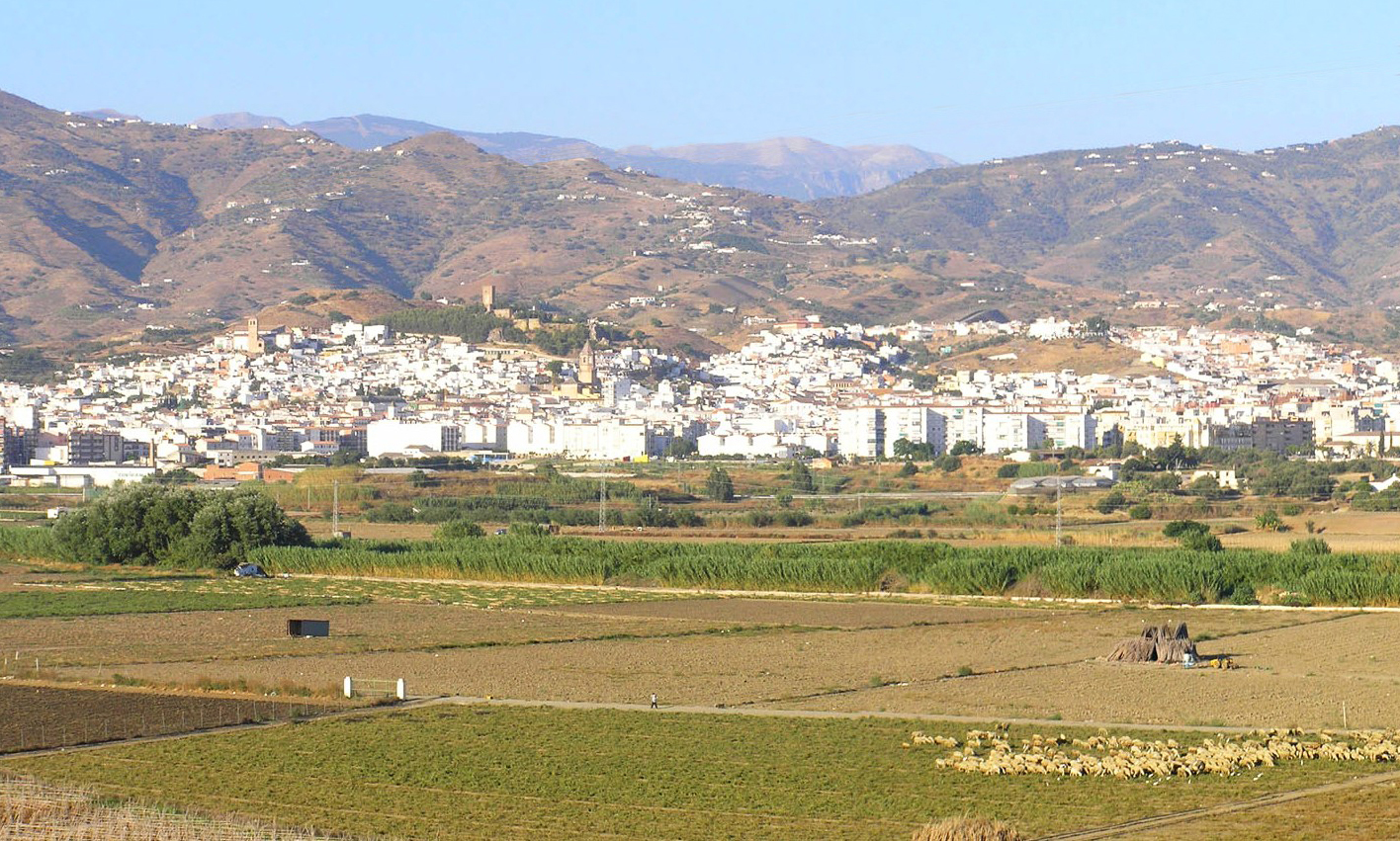
Велес-Малага
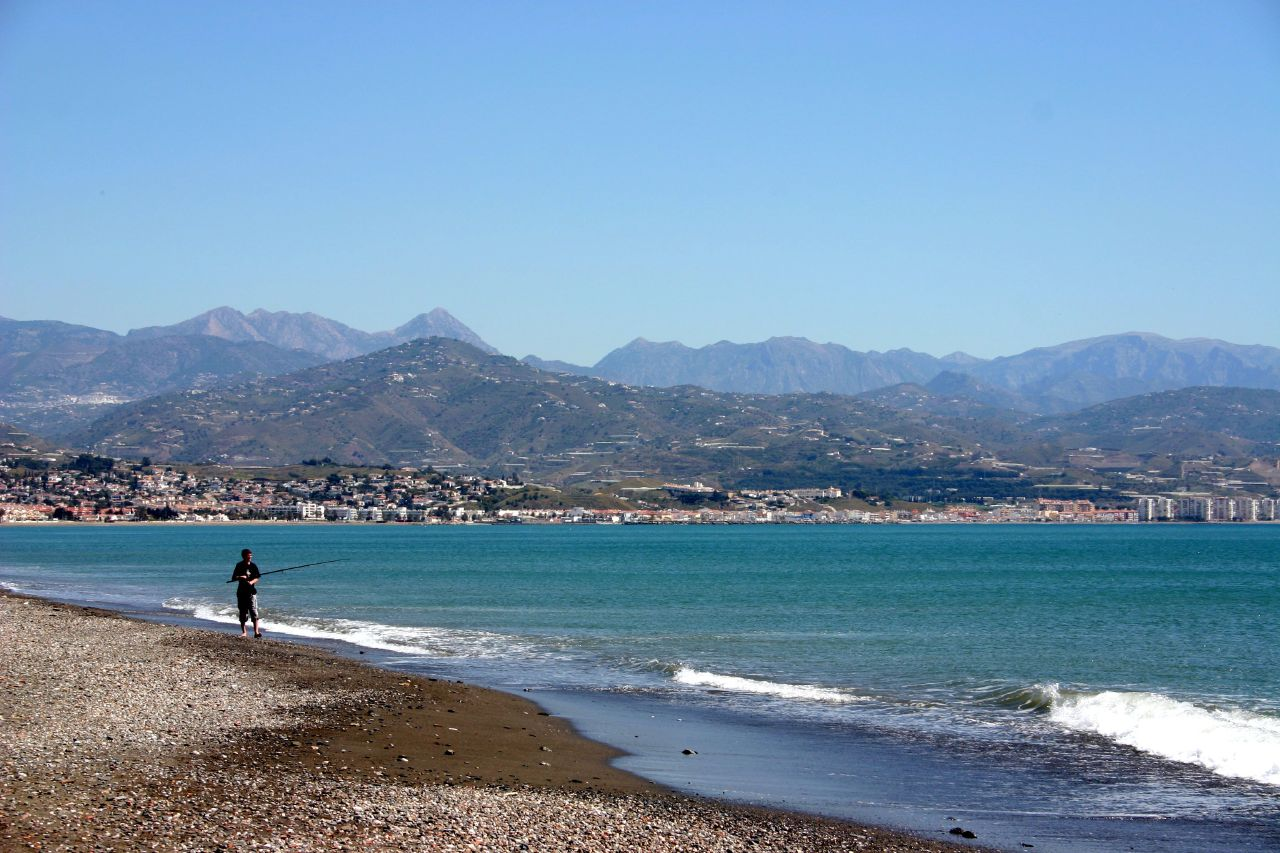
Велес-Малага, узбережжя
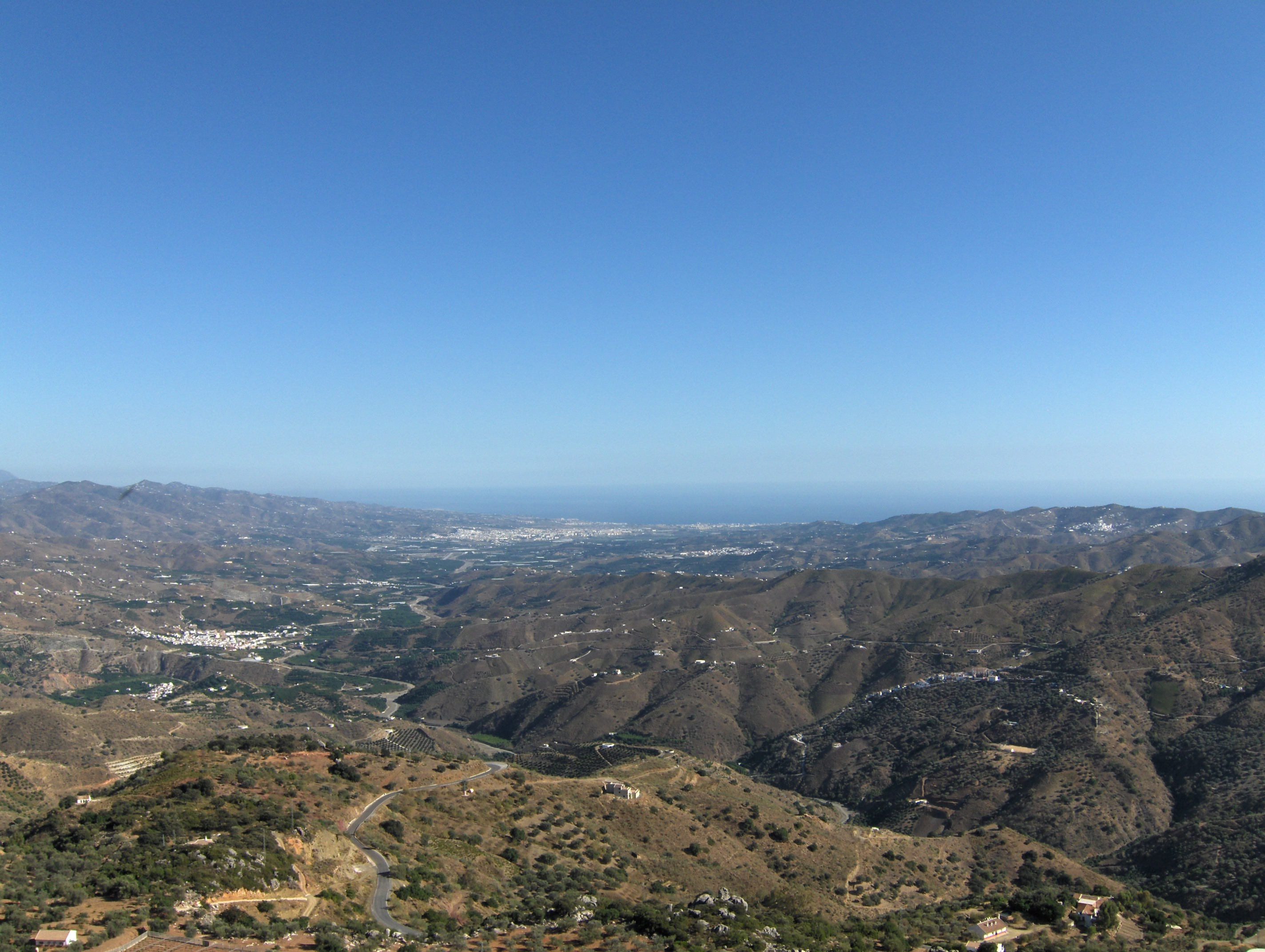
Долина річки Велес. На задньому плані - Велес-Малага
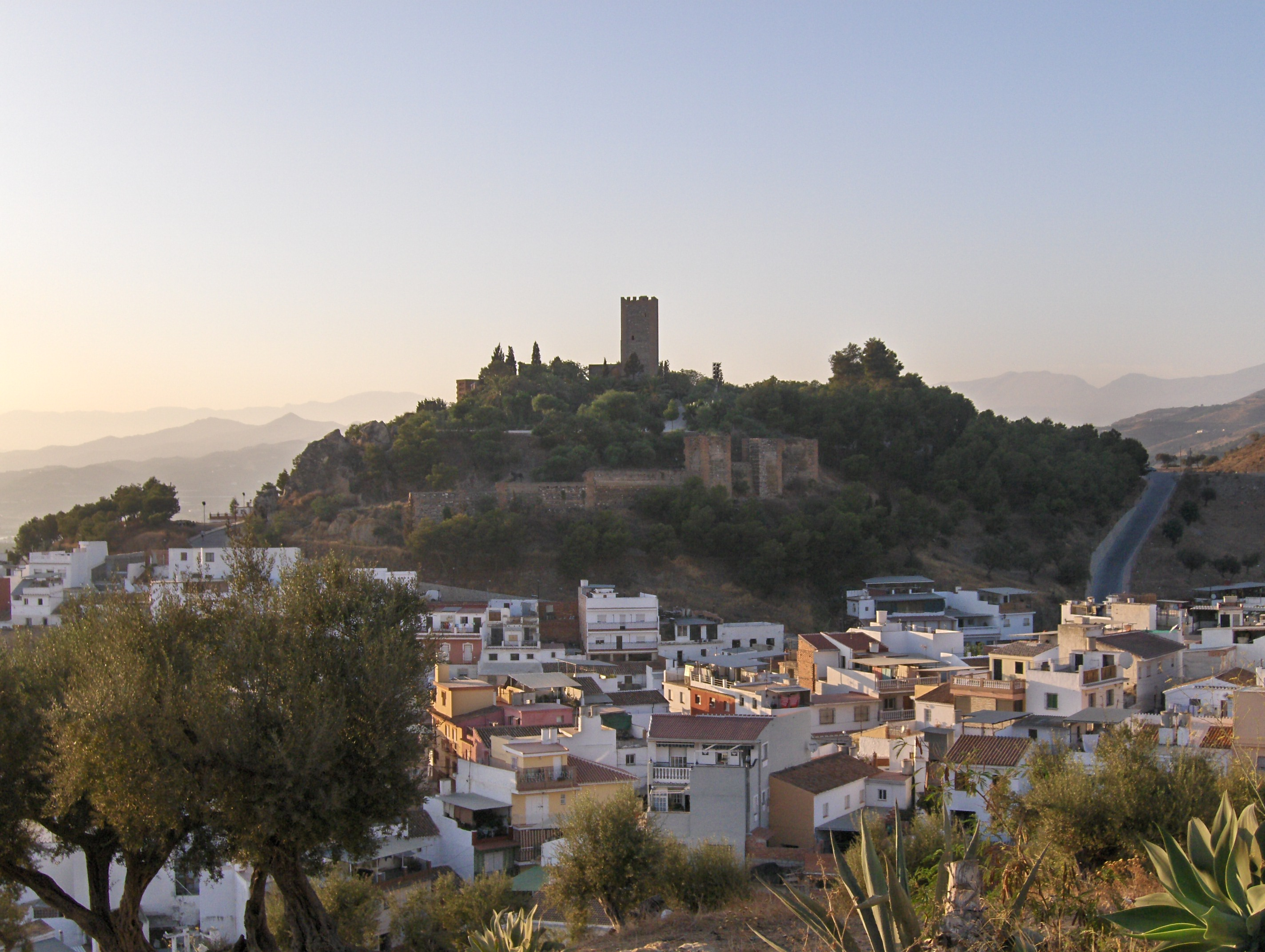
Замок
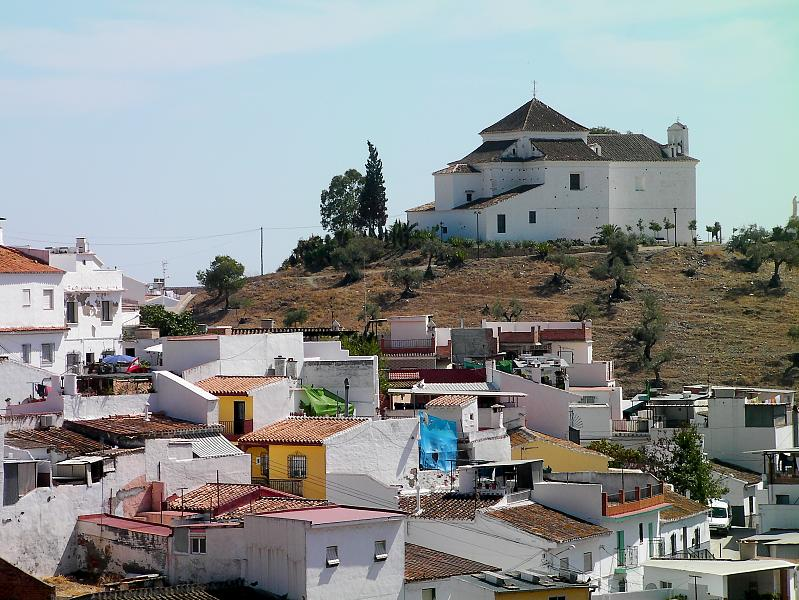
Каплиця Ла-Вірхен-де-лос-Ремедіос
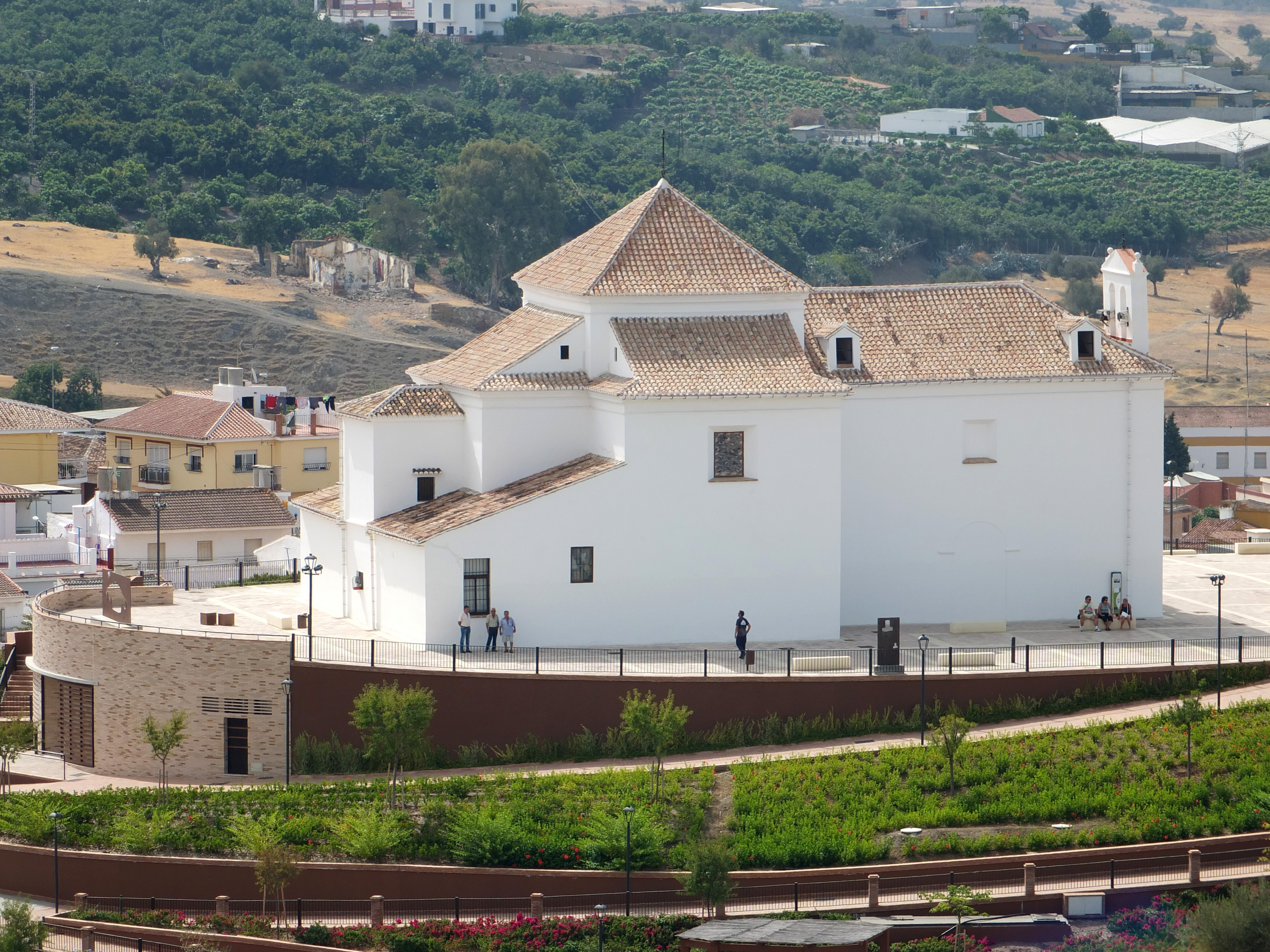
Церква Санта-Марія-ла-Майор
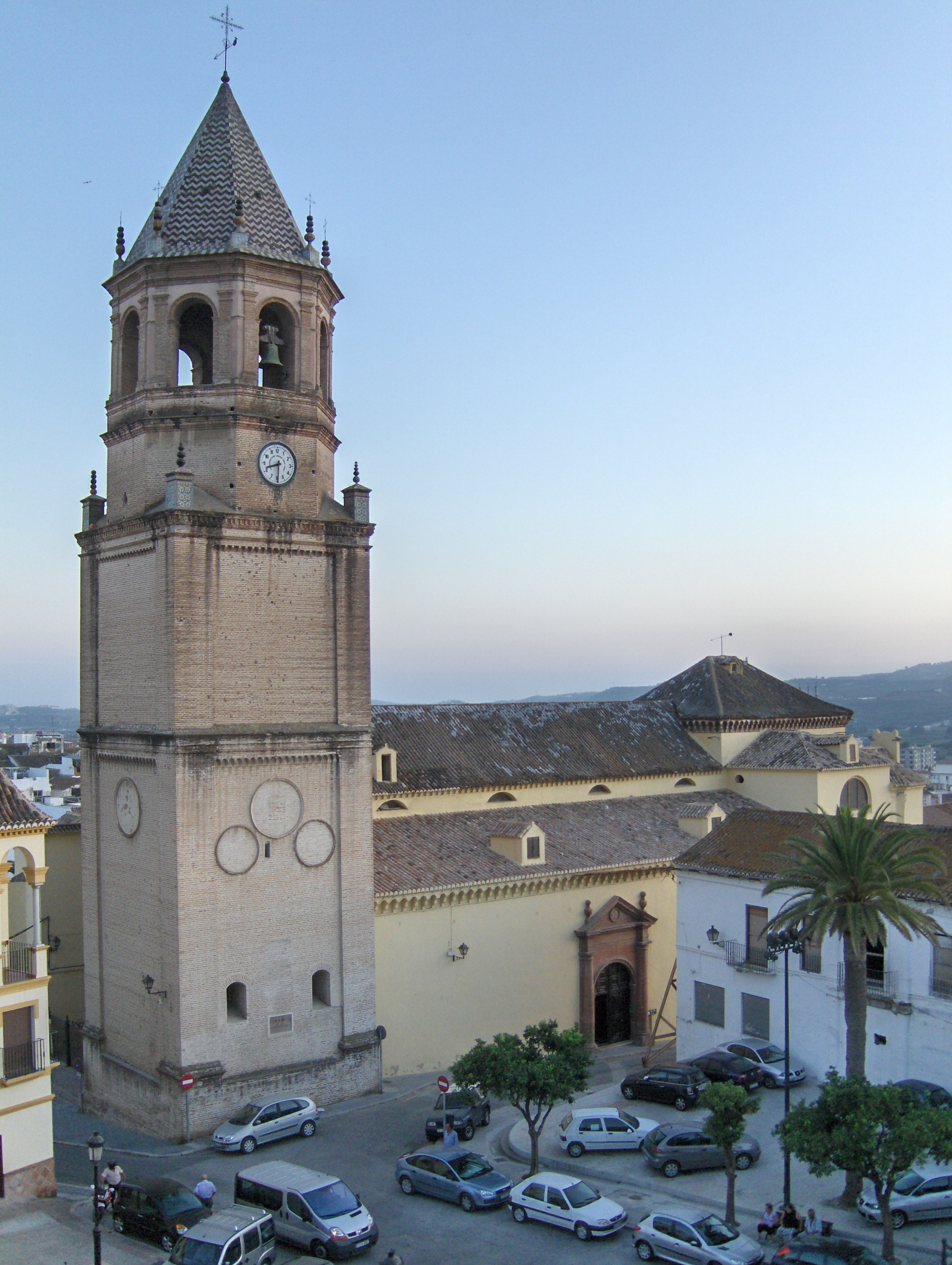
Церква Сан-Хуан-Баутіста
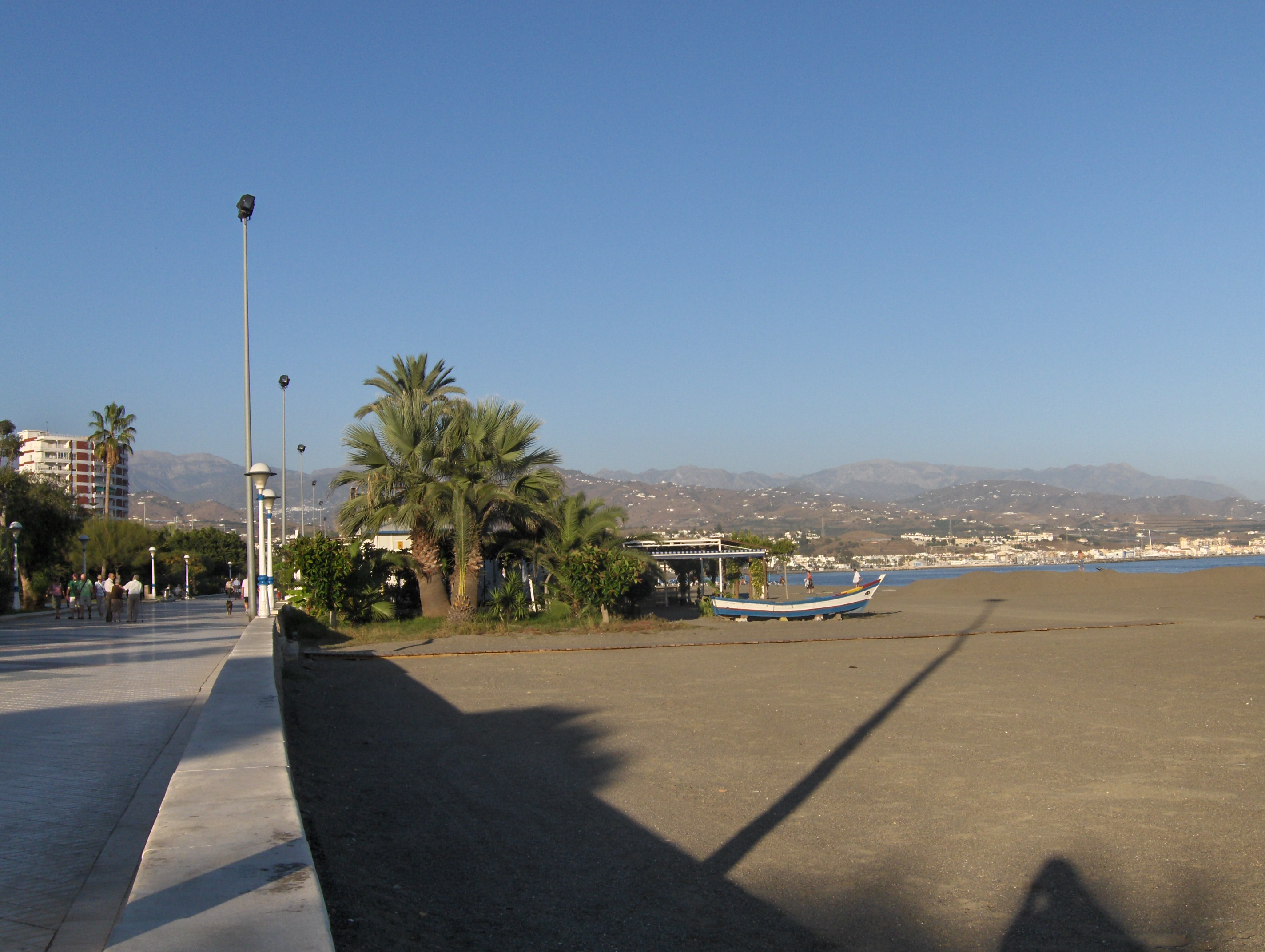
Пляж Торре-дель-Мар
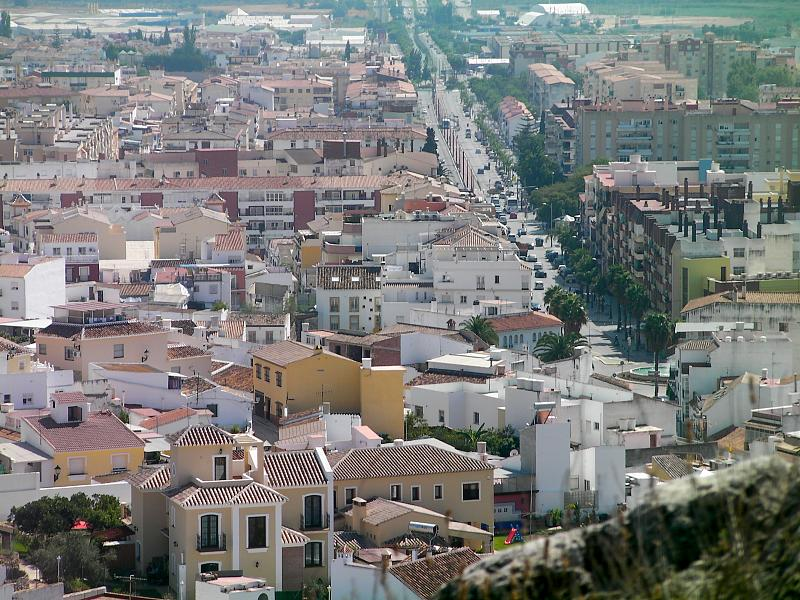
Велес-Малага